# Terrier alemão de caça
Terrier alemão de caça[Nota] (em alemão:  deutscher jagdterrier) é uma raça de cão de pequeno a médio porte, cuja melhor qualidade é caçar principalmente pequenos animais em tocas na terra. Porém, também é utilizado na caça de grandes animais, como javalis, por exemplo. Proveniente da região da Casa do século XX, é um cão que necessita de atividades sadias, tem grande facilidade de adaptação a ambientes ao ar livre e é considerado um bom cão de guarda. Como outros terriers, é um cão de temperamento corajoso e muito determinado. Apesar de ser tido como cão de companhia, é mais criado por caçadores para o trabalho.